# Colin Bean
Colin Bean (15 de abril de 1926 – 20 de junio de 2009) fue un actor inglés, conocido sobre todo por su papel de Soldado Sponge en la serie de la BBC Dad's Army.

## Biografía
Nacido en Wigan, Inglaterra, Bean estudió en la Wigan Grammar School. Su primera actuación tuvo lugar en una representación escolar y, contra el deseo paterno, empezó a actuar profesionalmente hasta ser llamado para cumplir con el servicio militar. Sirvió cuatro años con el Ejército Británico tras las Segunda Guerra Mundial, pasando algún tiempo en Japón, consiguiendo la oportunidad de seguir actuando con la Fuerza de Ocupación de la Commonwealth. Tras su graduación en una escuela dramática en 1952, se sumó a la compañía Sheffield Rep como ayudante de dirección, trabajando a partir de entonces de manera regular en el teatro.
Su participación en Dad's Army fue consecuencia de su actividad en la compañía Watford Rep en 1962 con el coguionista de la serie Jimmy Perry, que era actor y director en la formación, siendo además importante sus casi 20 años de experiencia como actor de pantomima. Su papel en la serie televisiva fue ganando paulatinamente importancia, lo cual satisfacía enormemente al intérprete.
Bean actuó en otros programas televisivos, entre ellos Z Cars, The Gnomes of Dulwich, The Liver Birds, 13 episodios de Michael Bentine Time, Are You Being Served?, y el penúltimo episodio de Hi-de-Hi! (1988).
Afectado por una artritis, en sus últimos años hubo de centrarse en el trabajo radiofónico. Además, escribió una autobiografía titulada Who Do You Think You Are Kidding!, que se publicó en 1998 y tuvo dos ediciones. A pesar de utilizar silla de ruedas, hizo esporádicas actuaciones en escenarios del noroeste de Inglaterra tratando sobre su larga carrera como actor. Colin Bean continuó viviendo en Wigan hasta su muerte, ocurrida en 2009 en el centro Royal Albert Edward Infirmary, a los 83 años.

## Filmografía (selección)
- 1955 : Red Riding Hood (telefilm)
- 1961 : Richard the Lionheart (serie TV), episodio School for a King
- 1963 : Z Cars (serie TV), episodio Members Only
- 1966 : No Hiding Place (serie TV), episodio It Isn’t Just The Money...
- 1968-1977 : Dad's Army (serie TV), 76 episodios
- 1969 : The Gnomes of Dulwich (serie TV), 3 episodios
- 1969 : Gold robbers (miniserie TV), episodio Dog eat Dog
- 1969 : Harry Worth Show (serie TV)
- 1969 : The Goodies (serie TV)
- 1969 : The First Churchills (miniserie TV), 2 episodios
- 1969 : Broaden Your Mind (serie TV), 3 episodios
- 1970 : Up Pompeii! (serie TV)
- 1971 : Now Take My Wife (serie TV)
- 1971-1972 : The Liver Birds (serie TV), 2 episodios
- 1972 : His Lordship Entertains (serie TV), episodio The Safari Park
- 1972 : Scott on... (serie TV), episodio Language
- 1973 : Comedy Playhouse (serie TV), episodio Elementary My Dear Watson
- 1973 : Are You Being Served? (serie TV)
- 1976-1978 : Potter’s Picture Palace (serie TV), 3 episodios
- 1981 : Lady Killers (serie TV), episodio A Smile is Sometimes Worth a Million Dollars
- 1981 : Cribb (serie TV), episodio Invitation to a Dynamite Party
- 1983 : Crown Court]] (serie TV)
- 1985 : Good as Gold (telefilm)
- 1986 : Jossy's Giants (serie TV), episodio The Siege of St James'
- 1988 : Hi-de-Hi! (serie TV)